# موش چینچیلای درختی
موش چینچیلای درختی (نام علمی: Cuscomys) نام یک سرده از تیره موش‌های چینچیلا است.

## گونه‌ها
- موش چینچیلای درختی آشانینکا – Asháninka Arboreal Chinchilla Rat
- موش چینچیلای درختی ماچو پیچو – Machu Picchu Arboreal Chinchilla Rat